# Anton Raphael Mengs
Anton Raphael Mengs (Aussig, Csehország, Habsburg Birodalom, 1728. március 12. – Róma, Pápai állam, 1779. június 29.), 18. századi német festő, aki főleg Drezdában, Rómában és Madridban tevékenykedett. A neoklasszicizmus egyik előfutára volt. Ismert lett a szász, az itáliai és a spanyol uralkodóosztályról festett portréiról, valamint a Vatikáni Apostoli Könyvtárban készített mennyezettfreskóiról.

## Galéria

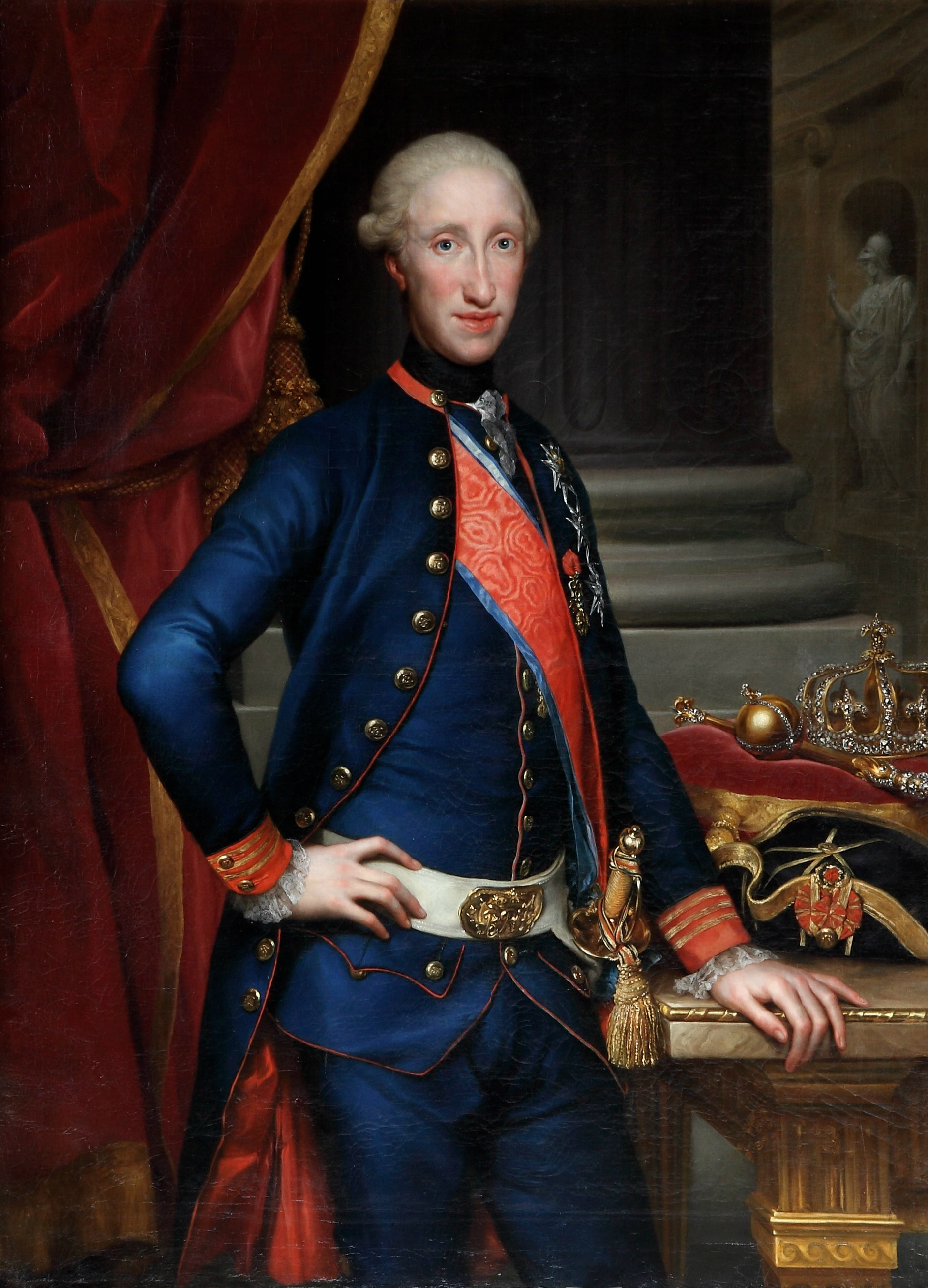
IV. Ferdinánd nápolyi király (1773 körül)
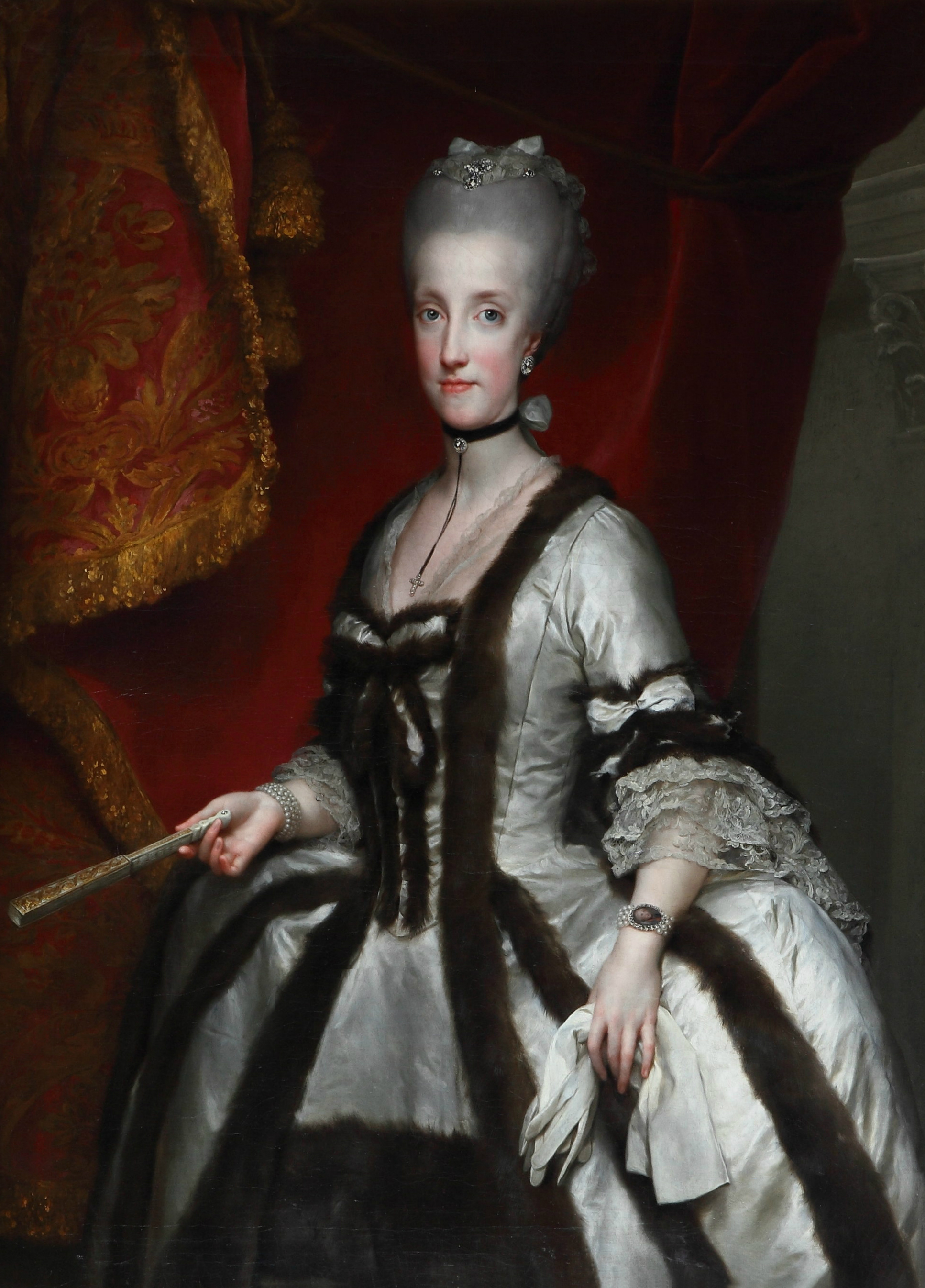
Ausztriai Mária Karolina királyné portréja (1773 körül)
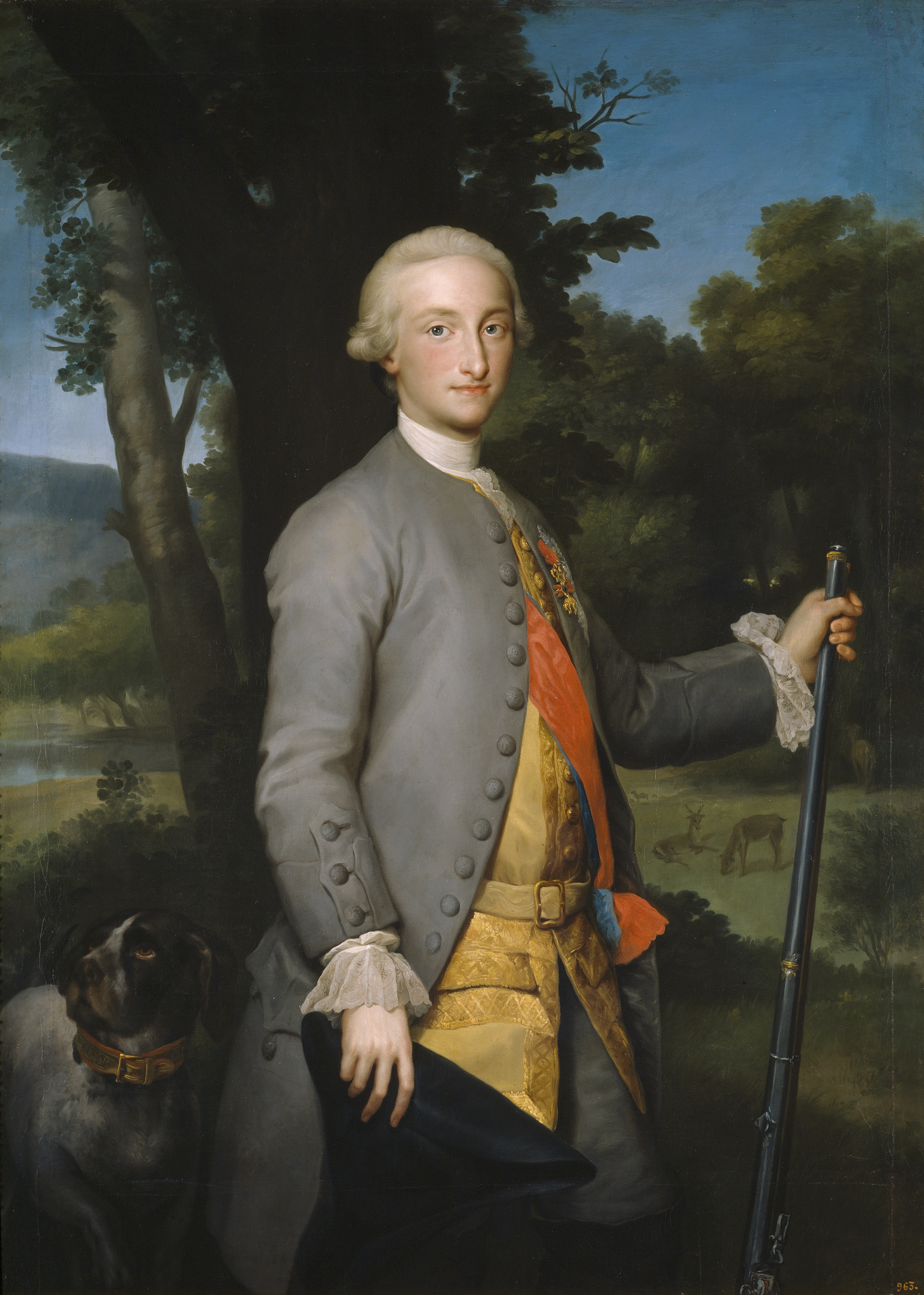
Asztúria hercege, a jövendő IV. Károly spanyol király (1765 körül)
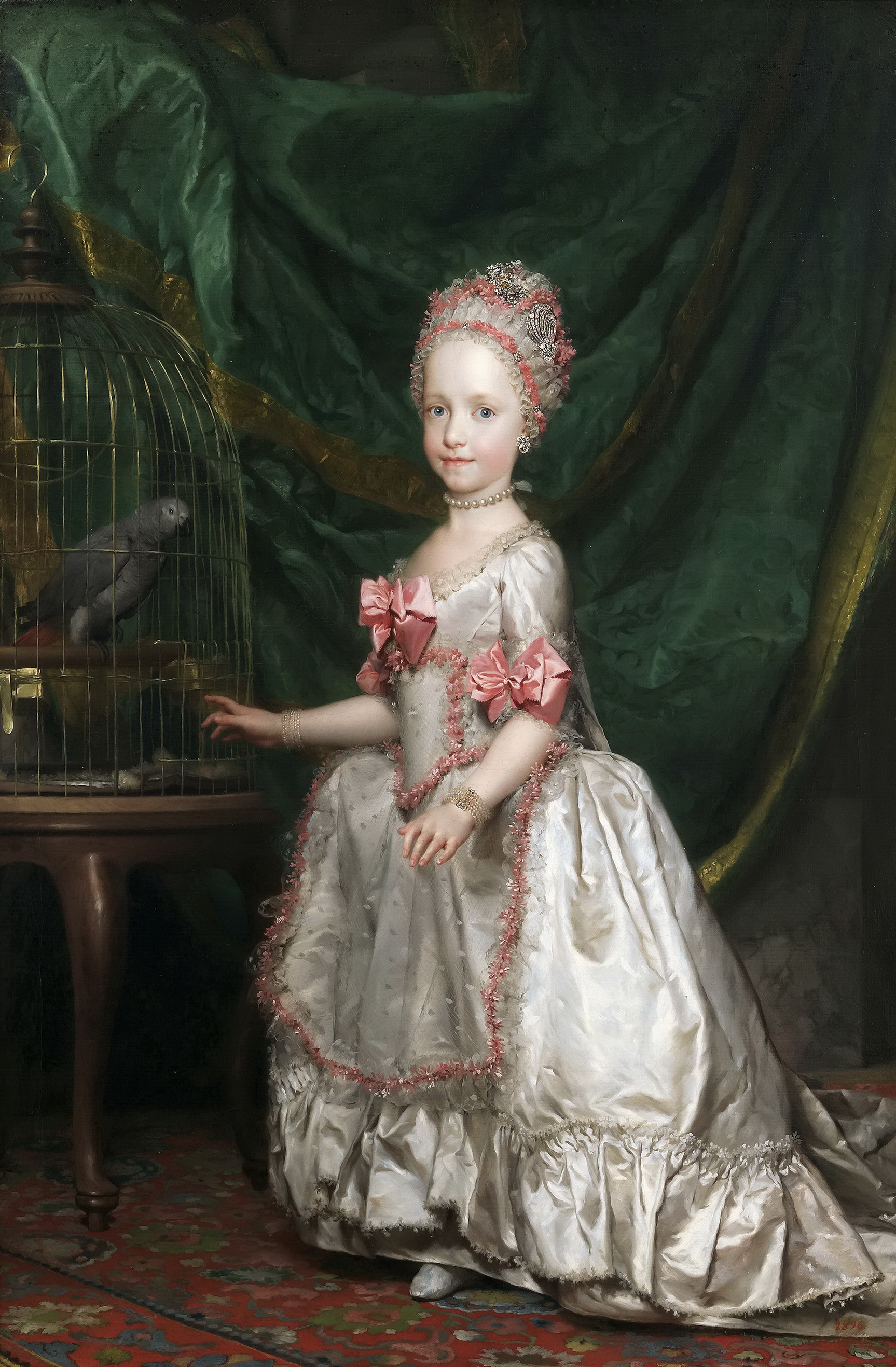
Ausztriai Mária Terézia főhercegnő (Madridi Nemzeti Múzeum, 1771)
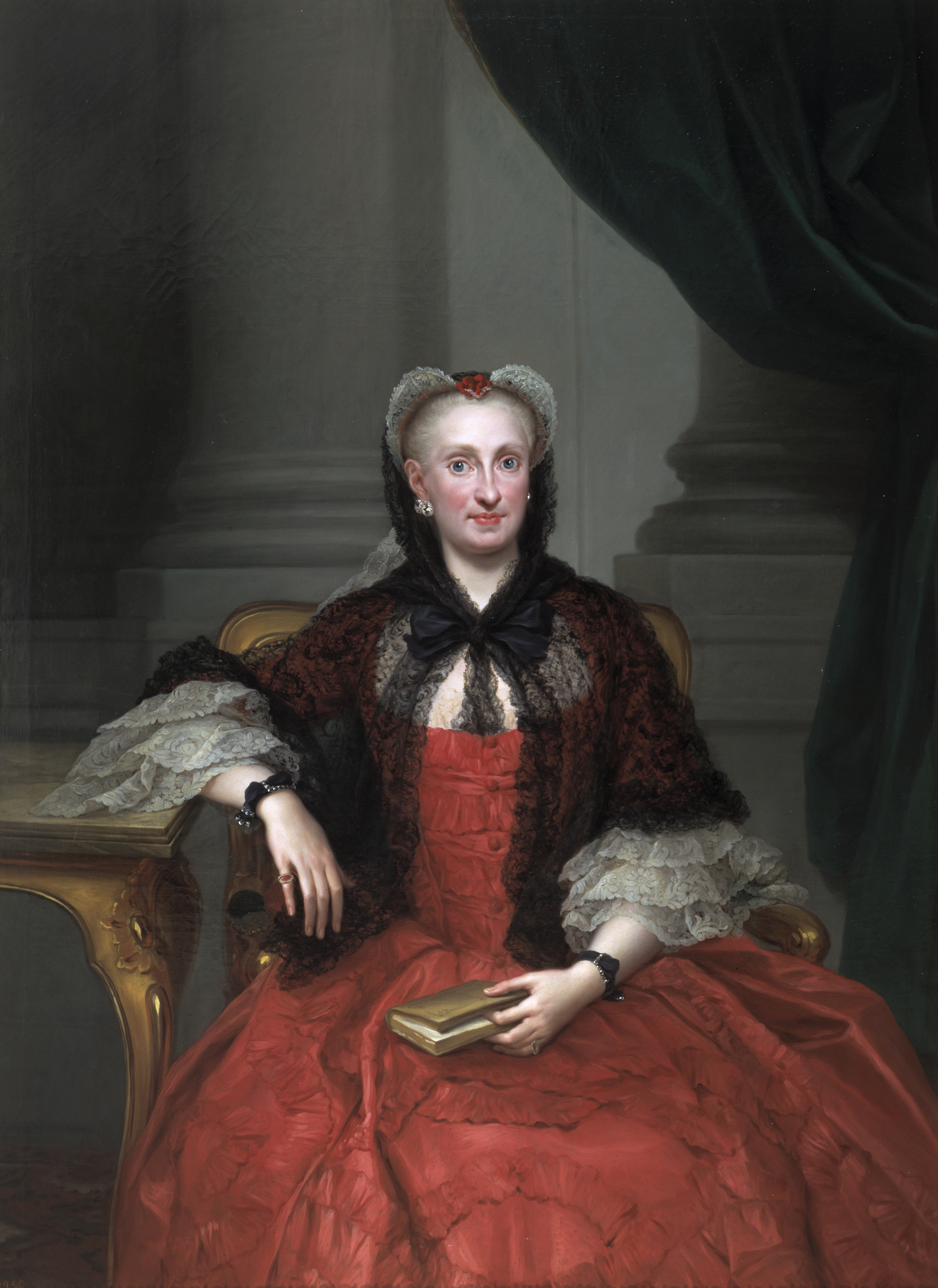
Szászországi Mária Amália spanyol királyné (1761 körül)
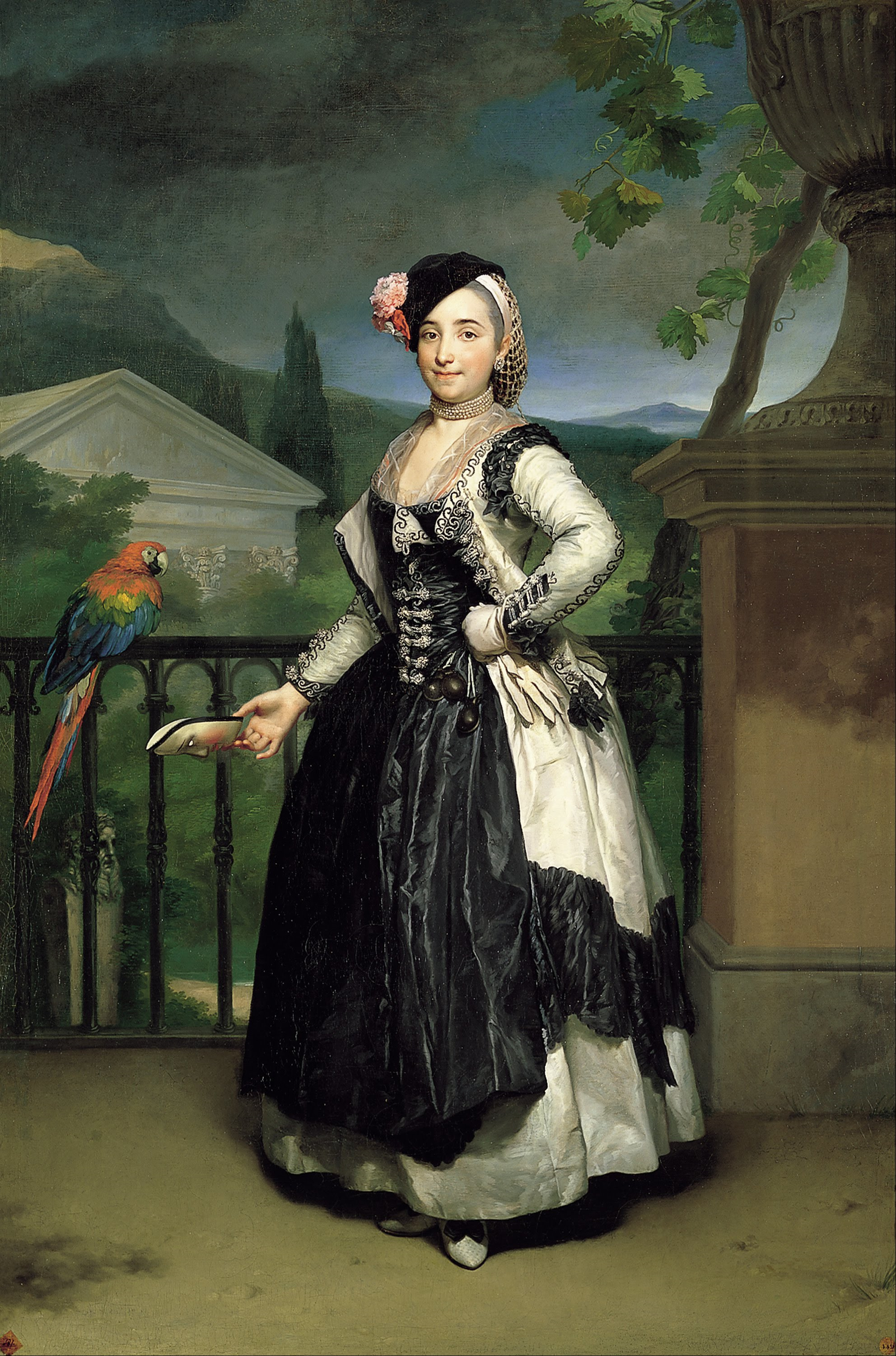
La Marquesa de Llano (1775 körül)

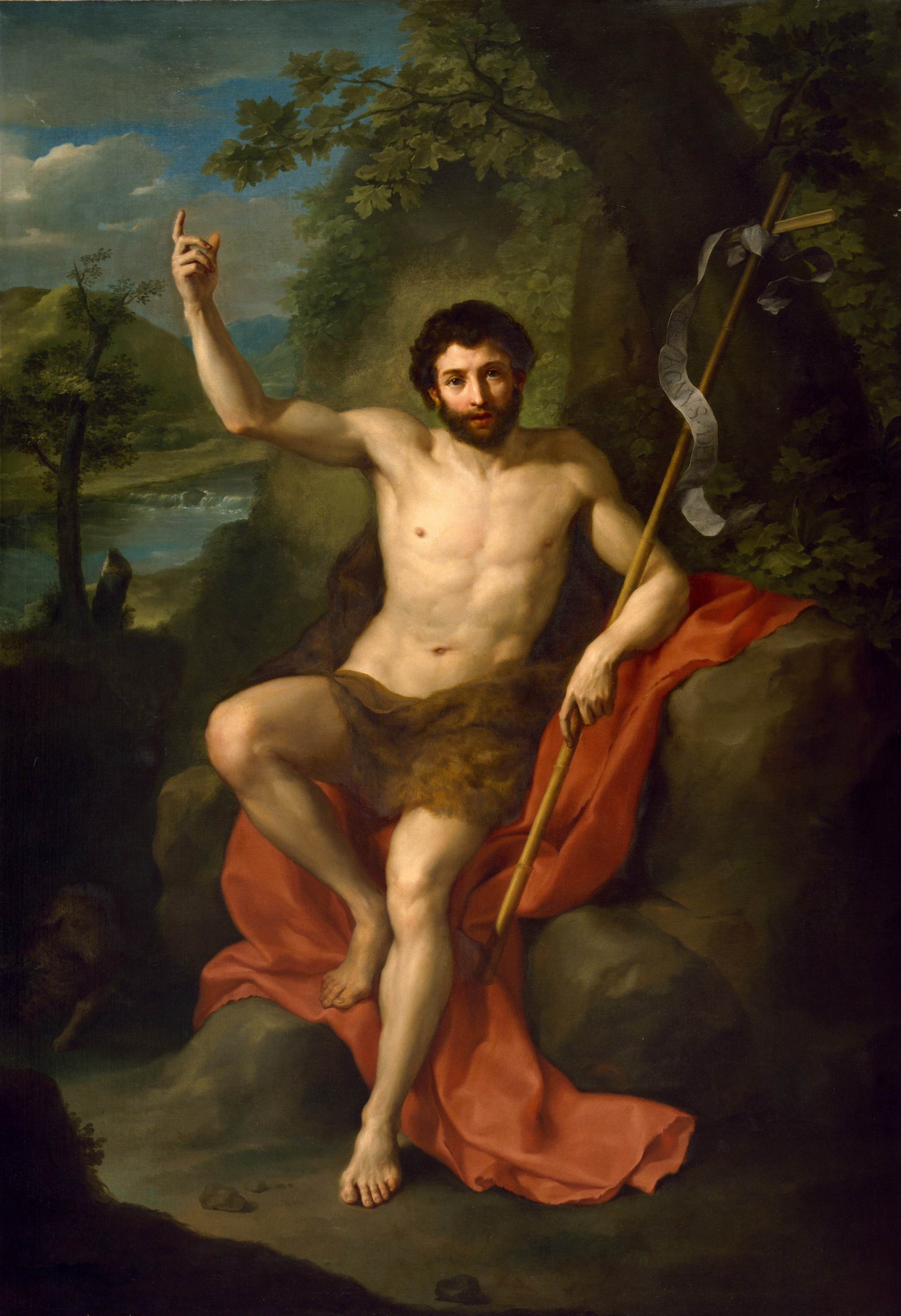
Keresztelő Szent János prédikál a pusztában (1760-as évek)
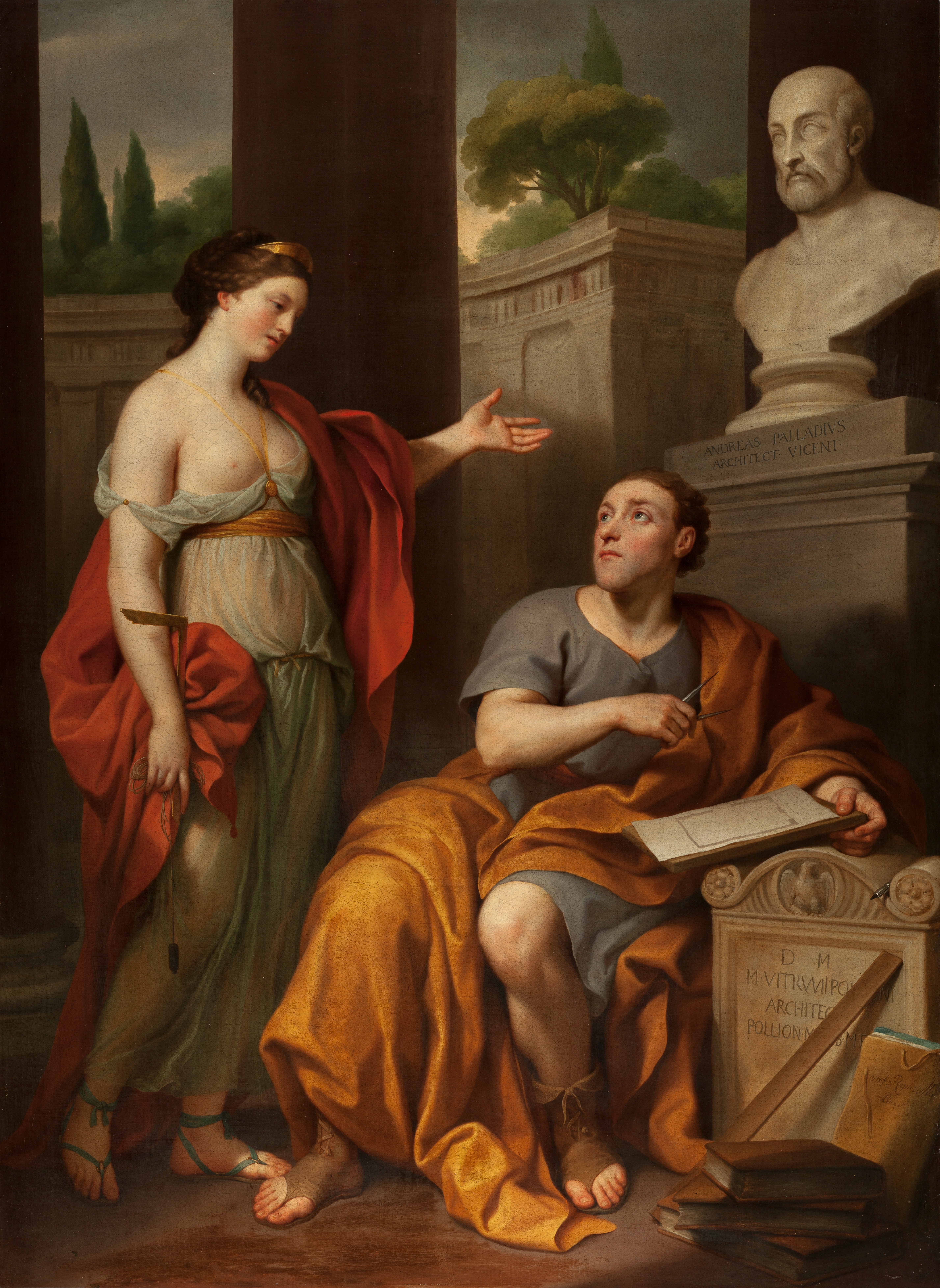
Építész és múzsája, James Caulfield és Lord Charlemont portréja (1757 körül)
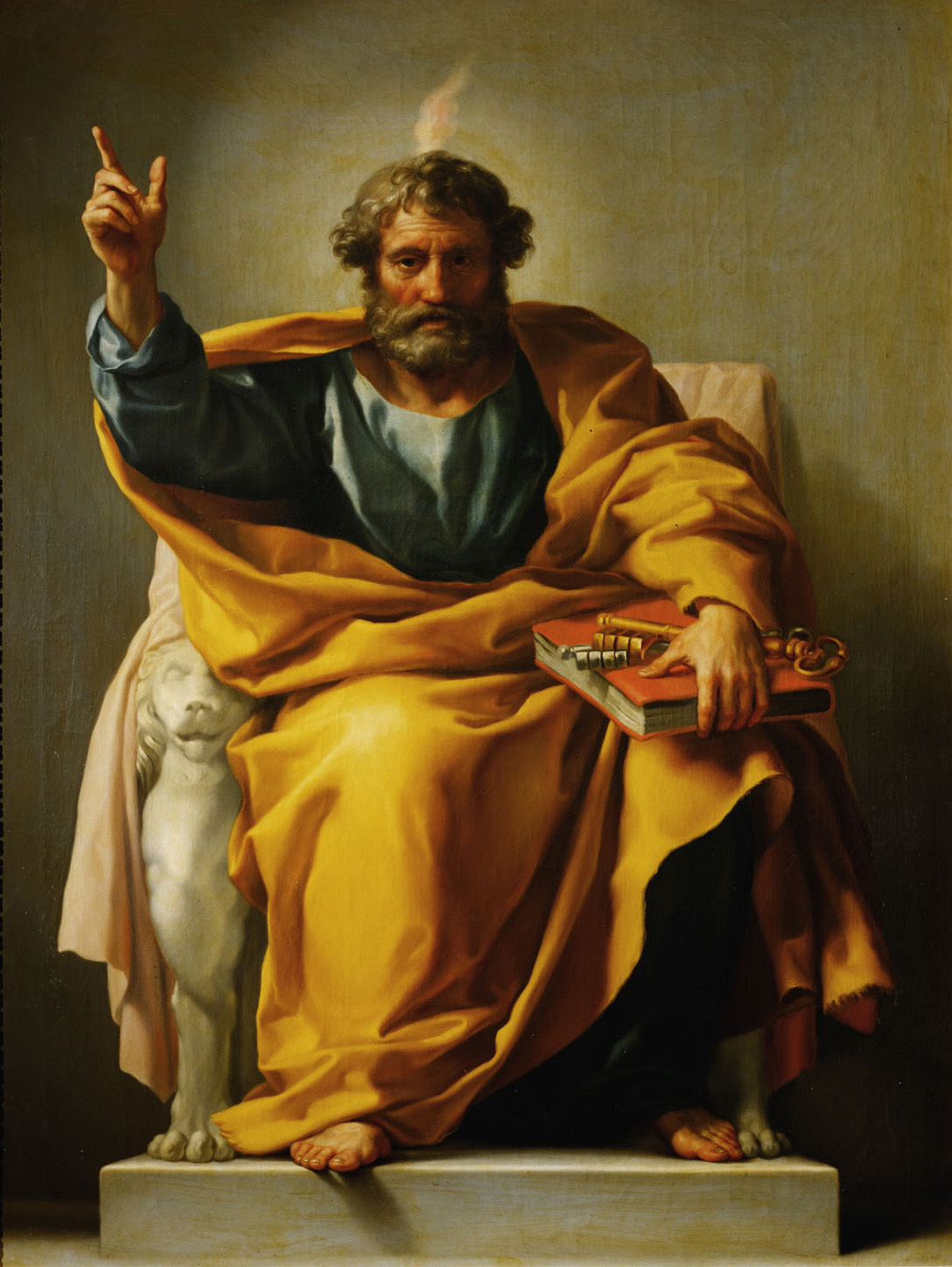
Péter apostol (Bécsi Szépművészeti Múzeum, 1775 körül)
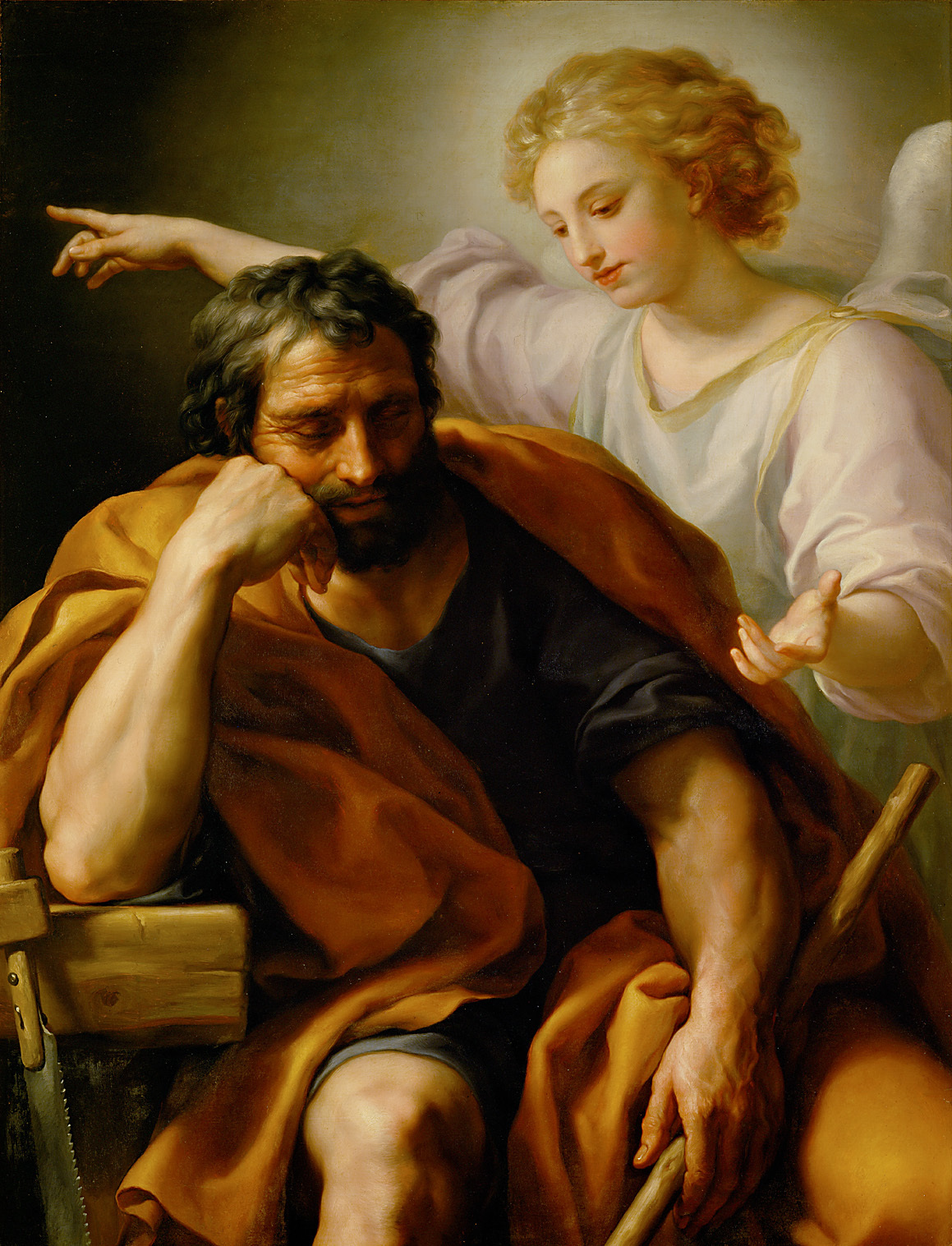
Szent József álma (Bécsi Szépművészeti Múzeum, 1774 körül)
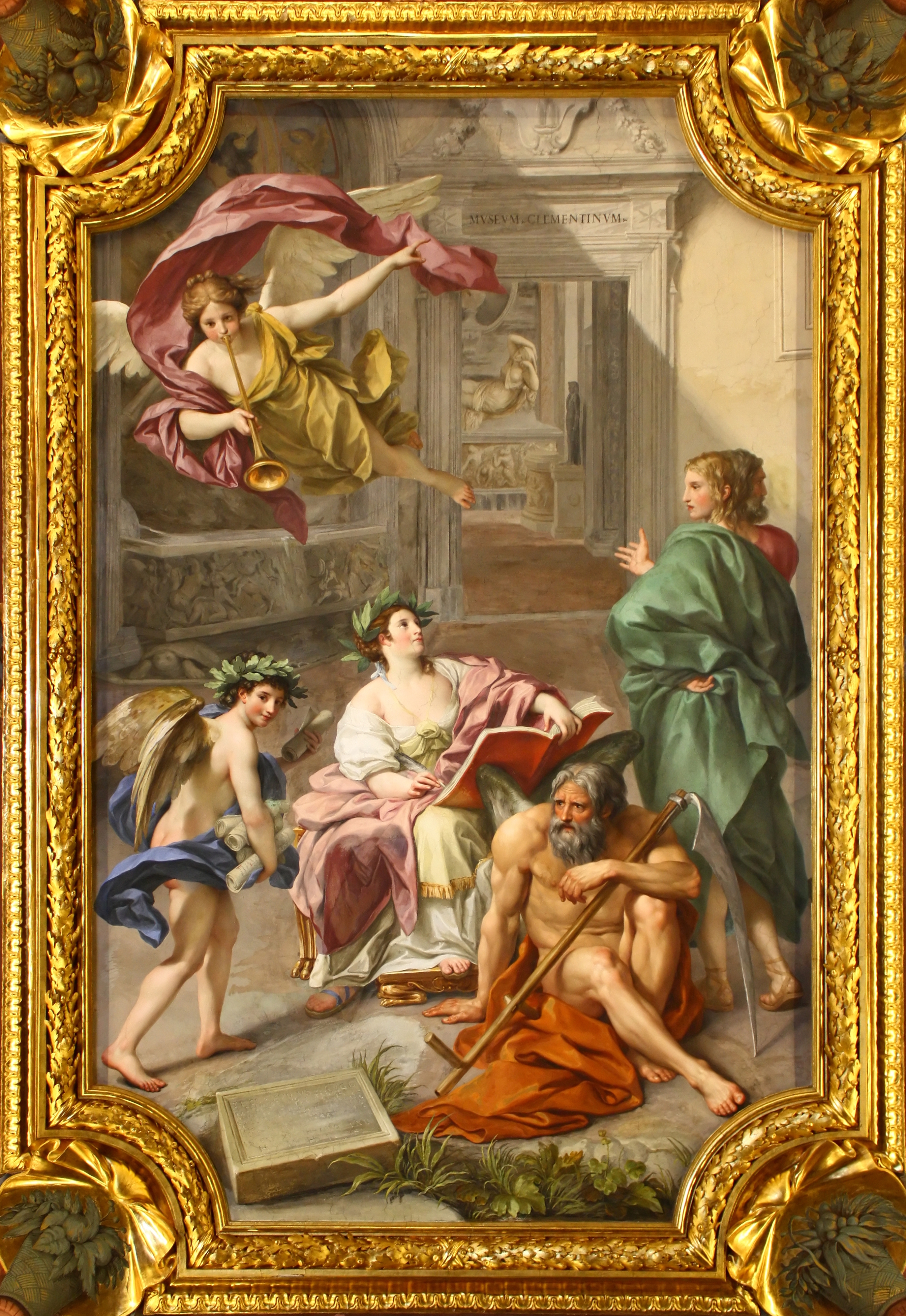
A történelem diadala az idő felett (Vatikáni Apostoli Könyvtár, 1772.)
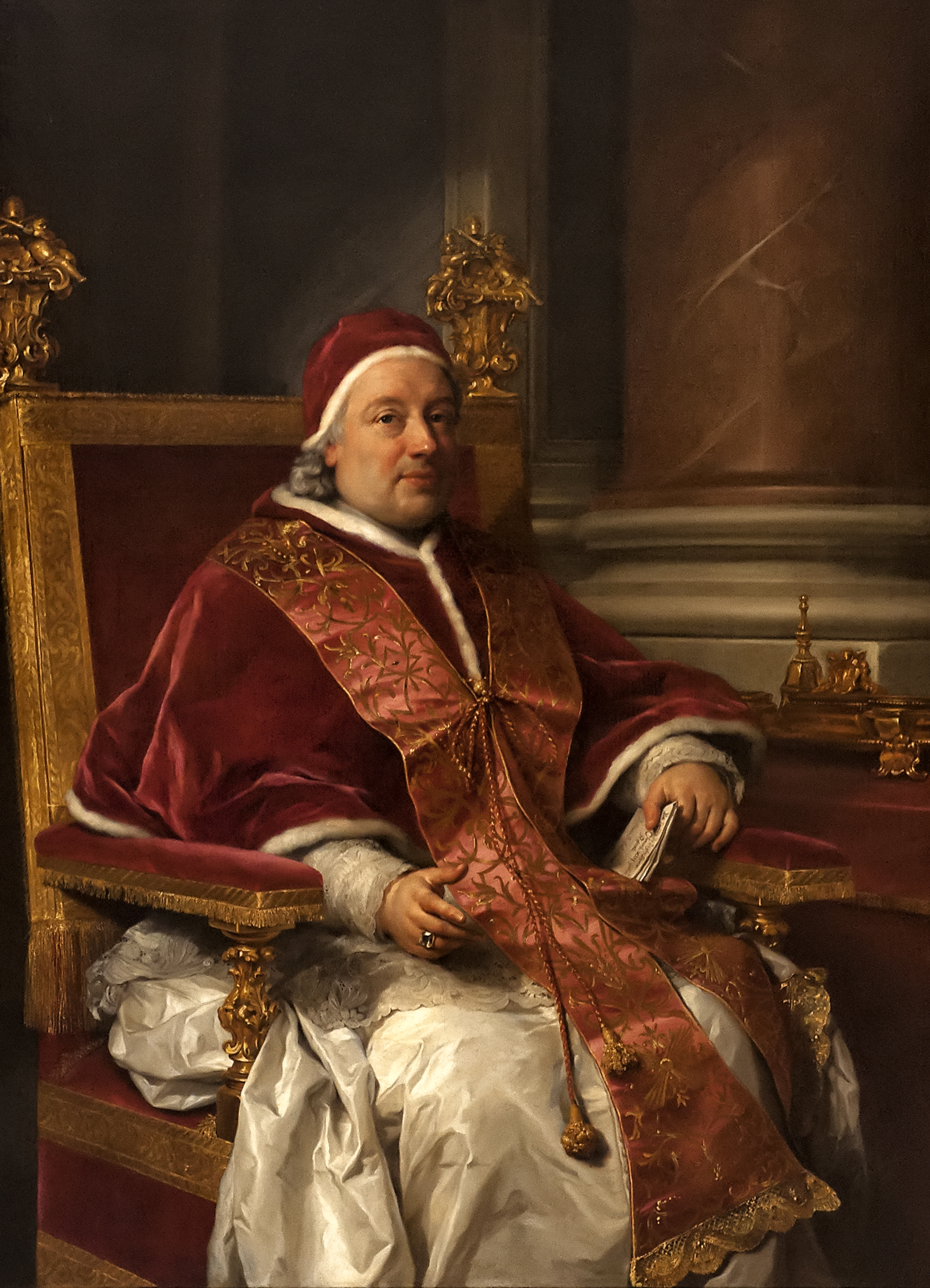
XIII. Kelemen pápa portréja (1758)

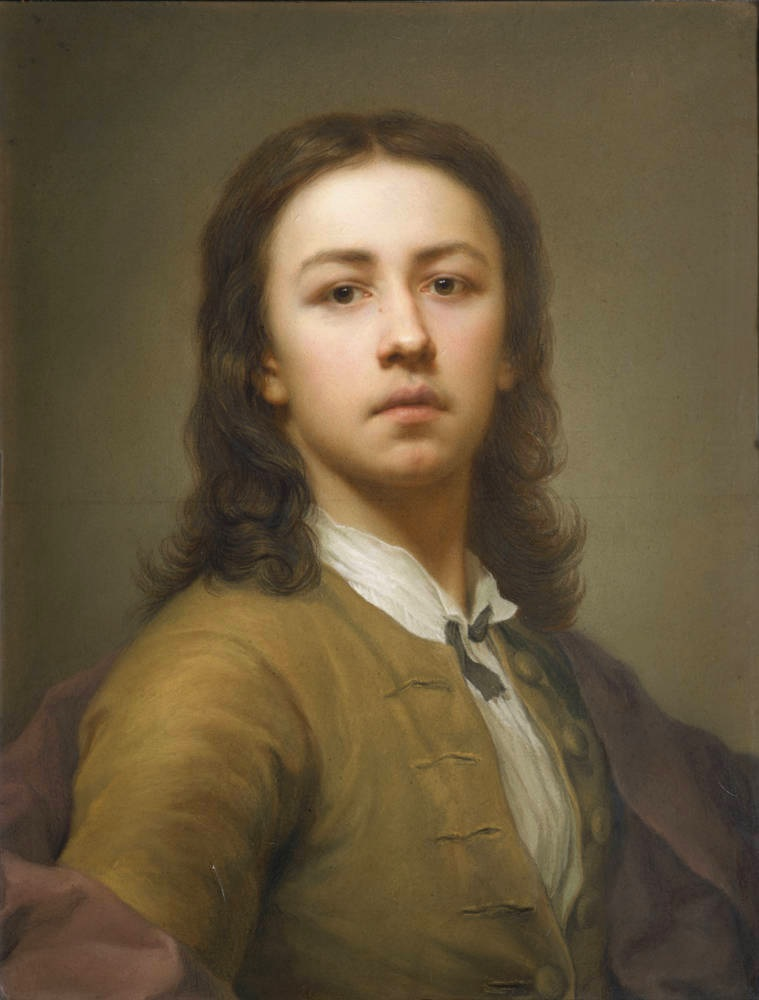
Önarckép 1744-ben

## Magyarul megjelent művei
- Arczisme. Írta és rajzolta Gabányi Árpád; Lavater, Mengs nyomán; Könyves Kálmán, Bp., 1893
- Rafael Mengs gondolatai a szépről és az ízlésről a festészetben; ford. Ruby Miroszláv; Gross Ny., Győr, 1895